# Harzer Schmalspurbahnen
Harzer Schmalspurbahnen GmbH — немецкая железнодорожная компания, эксплуатирующая одноимённую сеть узкоколейных железных дорог в Гарце (район городов Вернигероде, Кведлинбург и Нордхаузен). Общая протяжённость сети составляет 140 км, ширина колеи — 1000 мм. На дороге до сих пор широко используются паровозы, что делает её туристической достопримечательностью.

## История
Первый участок железной дороги «Selketalbahn» открылся в 1887 году между городами Гернроде и Гарцгероде. Первоначально эксплуатантом этой дороги была фирма «Gernrode-Harzgeroder Eisenbahn AG». В 1896 году была основана вторая компания, «Nordhausen-Wernigeroder Eisenbahn-Gesellschaft (NWE)», которая эксплуатировала железные дороги «Harzquerbahn» и «Brockenbahn», которые были открыты в 1899 году.
С 1 апреля 1949 года обе частные компании вошли в состав «Deutsche Reichsbahn» (государственной железной дороги ГДР). На протяжении сорока лет на Гарцских узкоколейках продолжали использоваться паровозы.
В 1993 году узкоколейки Гарца вышли из состава государственных железных дорог. Управление перешло к новой компании «Harzer Schmalspurbahnen GmbH», основными учредителями которой стали местные власти.
В 2002 году линия Нордхаузен-Ильфельд (7,5 км) была физически связана с сетью Нордхаузенского городского трамвая, который также имеет метровую ширину колеи. С 1 мая 2004 года эта линия была включена в трамвайную сеть как маршрут № 10, и по ней стали ходить современные трамваи «Combino». При этом движение паровозов и автомотрис по линии не прекратилось, и таким образом она используется одновременно и трамваями, и железнодорожными поездами в соответствии с концепцией «трамвай-поезд». Линия не электрифицирована, работающие на ней трамваи имеют гибридную энергетическую установку с дизельным агрегатом.
В 2005 году «Harzer Schmalspurbahnen GmbH» купили у «Deutsche Bahn» железнодорожную линию Кведлинбург — Гернроде (8,5 км). Эта линия была перешита со стандартной (1435 мм) на узкую (1000 мм) колею. 4 марта 2006 года она была присоединена к сети Гарцских узкоколеек, а 26 июня того же года началась эксплуатация линии.

## Описание сети
Сеть узкоколеек Гарца состоит из трёх основных железнодорожных линий: «Harzquerbahn» (60,5 км), «Brockenbahn» (19 км) и «Selketalbahn». Линия «Harzquerbahn» соединяет Вернигероде, где расположено управление железной дороги, с Нордхаузеном, самым большим городом региона. «Brockenbahn» ответвляется от «Harzquerbahn» на станции «Bahnhof Drei Annen Hohne» и поднимается к вершине горы Брокен. «Selketalbahn» ответвляется от «Harzquerbahn» на станции «Eisfelder Talmühle» и идёт далее до города Кведлинбурга. От основного хода «Selketalbahn» ответвляются линии в Хассельфельде и Гарцгероде.
Во времена ГДР гора Брокен была закрыта для посещения, так как на ней располагалась база Министерства государственной безопасности ГДР и станция ГРУ. После воссоединения Германии гора вновь стала доступна для туристов. «Brockenbahn» является самой интенсивно используемой линией узкоколеек Гарца. На этой линии используются исключительно паровозы.

## Подвижной состав
Сеть Гарцевских узкоклеек известна благодаря широкому использованию паровозов. Основу парка составляют танк-паровозы формулы 1-5-1, построенные в 1950-х годах, хотя есть и более старые паровозы, например типа Маллет формулы 0-2-2-0Т. В дополнение к паровозом имеется несколько тепловозов и мотовозов.
В конце девяностых годов на дорогу поступило несколько пассажирских автомотрис (рельсовых автобусов), как новых, так и использовавшихся ранее на других железных дорогах.

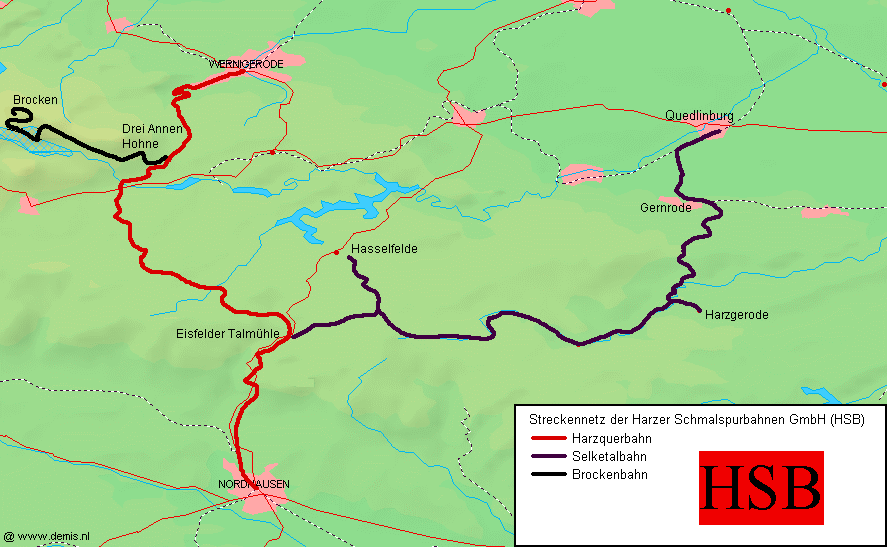
Схема путей
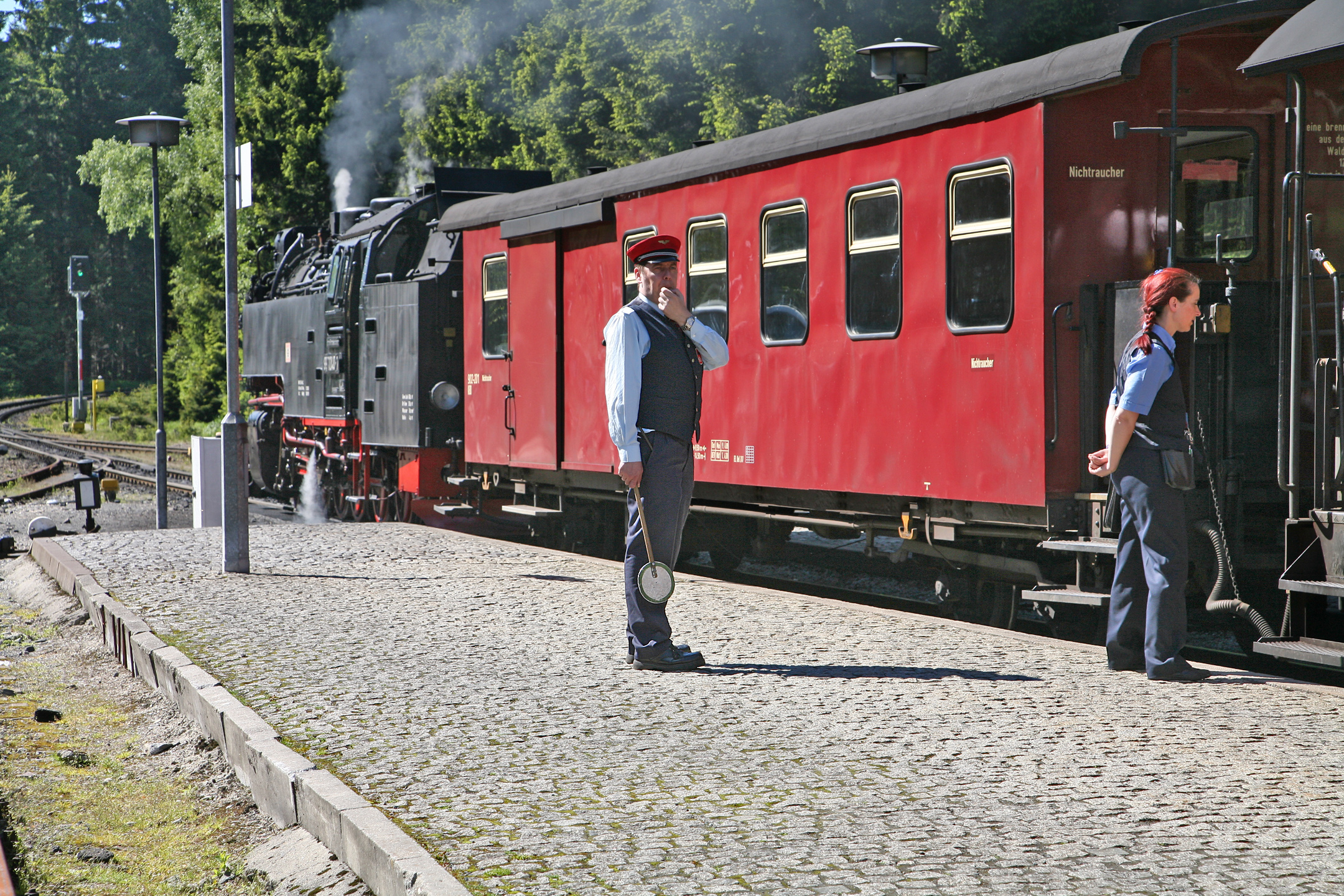
Отправка поезда на станции Ширке
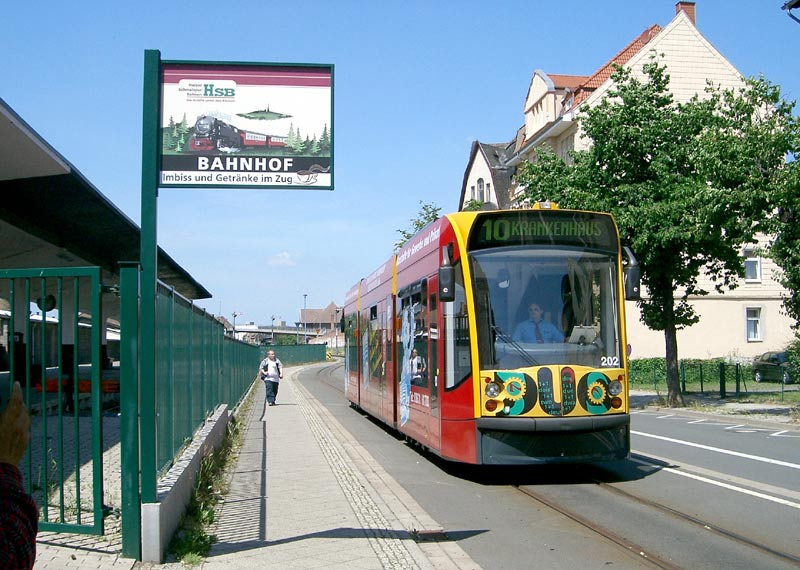
Трамвай Нордхаузен-Ильфельд